# 乔侃
乔侃（?—?），唐朝同州冯翊人，乔师望之子，乔知之、乔备之弟。
乔侃以文词知名，乔侃和张昌宗、李峤、崔湜、阎朝隐、徐彦伯、张说、沈佺期、宋之问、富嘉篸、员半千、薛曜等人参预撰修《三教珠英》一千三百卷、《目》十三卷，唐中宗时担任隋州刺史。《全唐诗》沈佺期有诗《送乔隋州侃》：“结交三十载，同游一万里。情为契阔生，心由别离死。拜恩前后人，从宦差池起。今尔归汉东，明珠报知己”。唐玄宗开元初年，官至兖州都督。